# David Erdmann
Christian Friedrich David Erdmann (* 28. Juli 1821 in Güstebiese; † 11. März 1905 in Dresden) war ein deutscher evangelischer Theologe und Kirchenhistoriker.

## Leben
Erdmann studierte evangelische Theologie in Berlin, wo er ein Anhänger von Ernst Wilhelm Hengstenberg und August Neander wurde. 1845 trat er dem Berliner Wingolf bei. Seit 1851 war er zunächst Divisionspfarrer. 1853 wurde er Privatdozent in Berlin, 1856 ordentlicher Professor für neutestamentliche Theologie und Kirchengeschichte an der Universität Königsberg, wo er zugleich als Pfarrer fungierte. 1864 wechselte er als Generalsuperintendent der altpreußischen Kirchenprovinz Schlesien nach Breslau und erhielt dort 1865 eine Honorarprofessur. Kirchenpolitisch gehörte er ins Lager der Positiven Union. 1900 wurde er emeritiert.
Von 1882 bis 1899 war Erdmann Vorsitzender des Vereins für Geschichte der evangelischen Kirche Schlesiens.

## Werke
- Die Bücher Samuelis, Bielefeld 1873.
- Der Brief des Jacobus, Berlin 1881.
- Luther und die Hohenzollern, Breslau 1883, 2. Aufl. 1884.
- Luther und seine Beziehungen zu Schlesien, insbesondere zu Breslau, Halle 1887.